# Chappell Roan
Chappell Roan, pseudonimo di Kayleigh Rose Amstutz (Willard, 19 febbraio 1998), è una cantautrice statunitense.

## Biografia e carriera

### Infanzia ed esordi
Kayleigh Rose Amstutz è nata a Willard, una piccola cittadina del Missouri vicina a Springfield. Primogenita di quattro figli, è stata cresciuta in un campeggio per roulotte, ricevendo un'educazione di stampo conservatore e cristiano. Durante la sua infanzia, ha frequentato la chiesa per tre volte alla settimana e ha trascorso alcune estati in campiscuola cristiani.
Ha iniziato a suonare il pianoforte quando aveva dieci anni e ha iniziato a prendere lezioni due anni più tardi. Si è esibita pubblicamente per la prima volta all'età di 13 anni, cantando The Christmas Song al talent show della sua scuola, dove ha vinto il primo premio. L'anno seguente ha preso parte alle audizioni di America's Got Talent, senza accedere alla fase successiva del programma. Nello stesso periodo ha iniziato a pubblicare cover sulla piattaforma YouTube, attirando l'attenzione di varie etichette discografiche. Ha iniziato a scrivere canzoni durante l'adolescenza. Si è diplomata al liceo un anno prima; in seguito ha raccontato di aver perso molte esperienze dell'infanzia a causa dell'inizio della sua carriera musicale, tra cui il ballo di fine anno e la sua cerimonia di diploma.

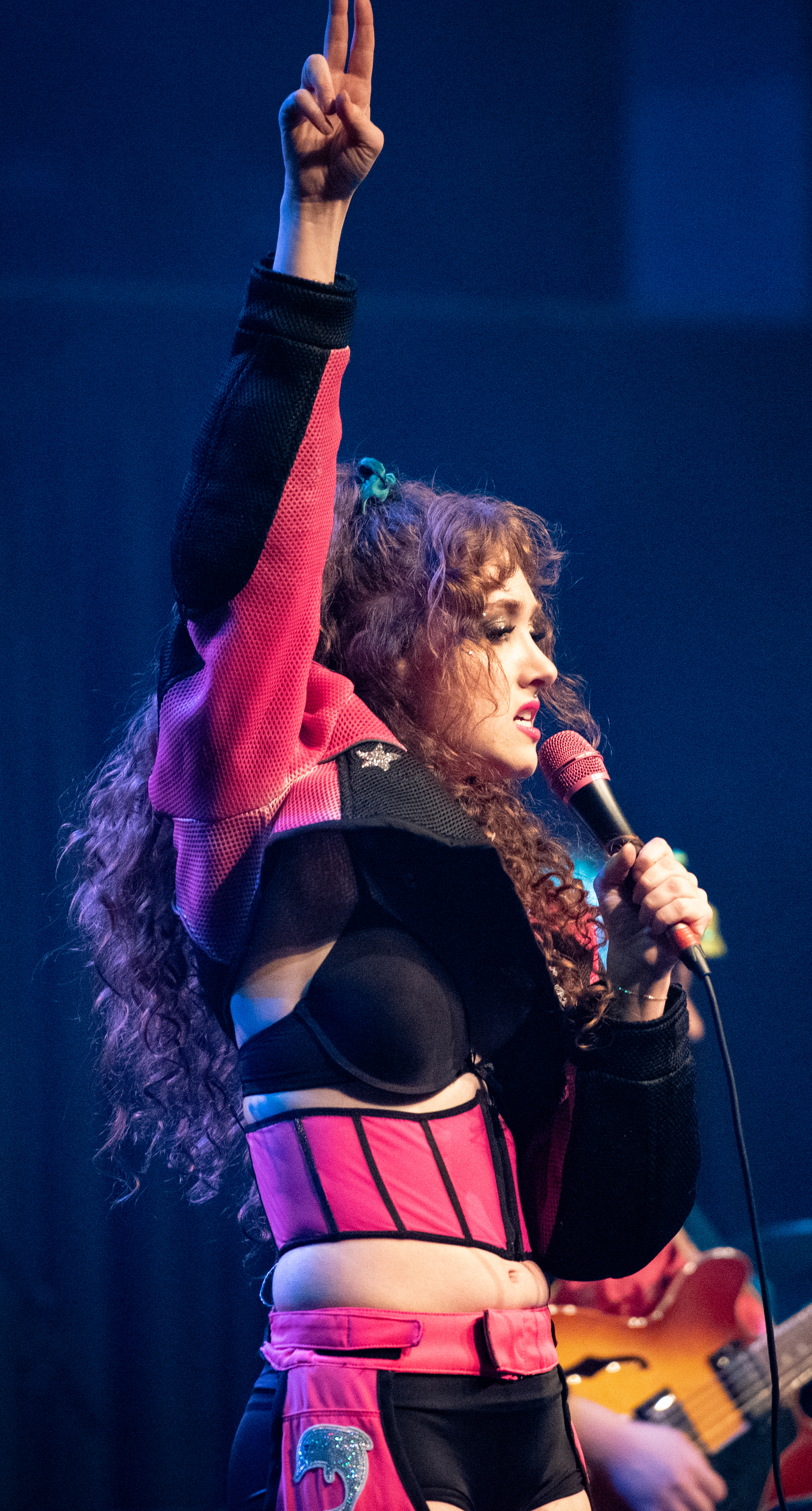
Chappell Roan si esibisce al Vogue Theatre nel 2022

A 17 anni ha caricato su YouTube Die Young, canzone scritta da lei e pubblicata con il suo nome di battesimo. La composizione è avvenuta mentre prendeva parte all'Interlochen Center for the Arts, che ha definito come un evento che ha «cambiato per sempre la sua traiettoria». Successivamente si è recata a New York per diversi showcase musicali, che l'hanno portata alla firma con l'etichetta discografica Atlantic Records. Ha dunque adottato lo pseudonimo Chappell Roan, scelto questo nome in onore del nonno Dennis K. Chappell, deceduto per un tumore al cervello nel 2016, rivelando che la sua canzone preferita era The Strawberry Roan di Curley Fletcher.
Il 3 agosto 2017 ha pubblicato il suo singolo di debutto Good Hurt, che ha anticipato il suo EP di debutto School Nights. Nello stesso anno è stata artista di supporto per Vance Joy nel suo Lay It On Me Tour. Durante questo periodo, Roan ha vissuto con i genitori in Missouri, volando con loro a Los Angeles e New York quando necessario. L'anno successivo si è trasferita a Los Angeles per proseguire la sua carriera musicale. Ha dichiarato di essersi sentita per la prima volta in grado di vivere apertamente come donna queer quando si è trasferita in California. In seguito ha descritto di sentirsi «sopraffatta da un amore e accettazione» dopo il trasloco, affermando che ciò le ha permesso di iniziare a «scrivere brani come la vera se stessa». Da gennaio a marzo 2018, ha preso parte ad una tournée negli Stati Uniti con il cantautore britannico Declan McKenna.

### 2020-2023:The Rise and Fall of a Midwest Princess
Roan ha iniziato a lavorare con il cantautore e produttore discografico Dan Nigro all'inizio del 2020. Nell'aprile dello stesso ha pubblicato il singolo Pink Pony Club, che ha descritto come una «svolta improvvisa» rispetto al suo EP precedente. Il singolo è stato prodotto da Nigro e il video musicale è stato diretto da Griffin Stoddard. Roan ha citato una visita a The Abbey, un bar gay nella zona di West Hollywood, come ispirazione per la canzone. Dopo la pubblicazione dei singoli Love Me Anyway e California, che non ha riscontrato il successo sperato, l'Atlantic ha rescisso il contratto con l'artista nell'agosto 2020. Per i due anni successivi ha lavorato come assistente di produzione, barista e tata per mantenersi.
Il successo ottenuto da Drivers License di Olivia Rodrigo a inizio 2021 ha spostato l'attenzione di Nigro da Roan all'album di debutto Sour di Rodrigo; Roan non è riuscita a trovare un collaboratore che le piacesse altrettanto. Ha quindi brevemente fatto ritorno in Missouri per lavorare alla sua musica in modo indipendente mentre lavorava in un drive-through.
Nel 2022 Chappel Roan è tornata a Los Angeles per continuare a lavorare sulla sua musica in modo indipendente mentre svolgeva una serie di lavori atipici, tra cui assistente di produzione e impiegata in un negozio di ciambelle. Successivamente ha ottenuto un contratto editoriale con la Sony, collaborando nuovamente con Dan Nigro per la pubblicazione del singolo Naked in Manhattan, pubblicato nel febbraio 2022. Nello stesso anno Roan è stata inoltre scelta come artista di apertura per Olivia Rodrigo ad alcune date del Sour Tour e per Fletcher al suo Girl of My Dreams Tour.
Ad agosto 2022 ha pubblicato un secondo singolo come artista indipendente, Femininomenon. Ha proseguito con il singolo Casual nell'ottobre dello stesso anno. La canzone, che critica un partner romantico che rifiuta di impegnarsi, è stata ispirata da una breve relazione che Roan ha avuto durante la pandemia e che si è conclusa quando il partner ha detto di aver incontrato qualcun altro. Nigro ha prodotto la canzone, che ha un suono malinconico ispirato dai Mazzy Star e i Radiohead.

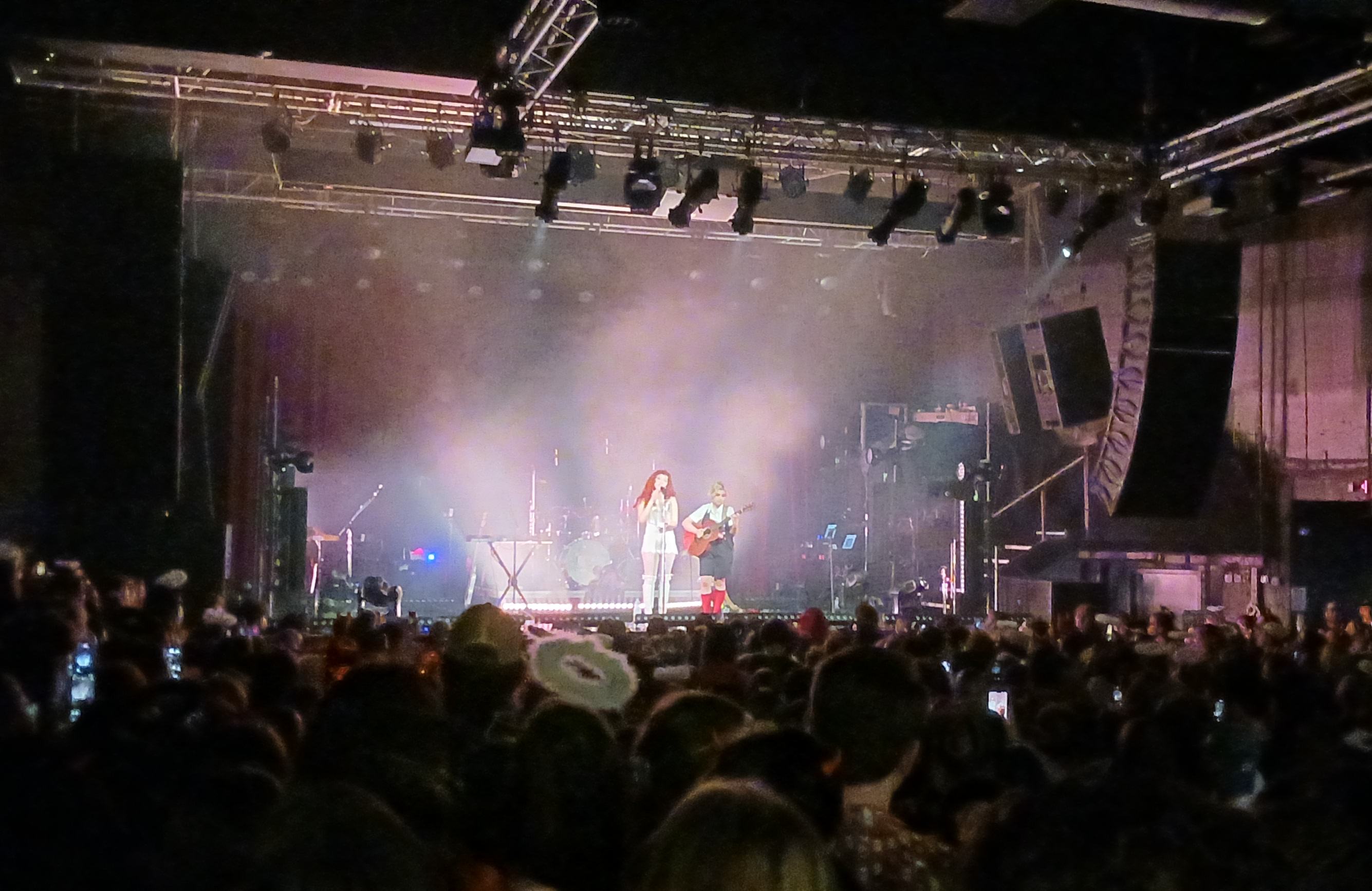
Chappell Roan al First Avenue nell'ottobre 2023

A febbraio 2023 ha intrapreso il Naked in North America Tour, la prima tournée come artista principale. Ogni tappa del tour ha avuto un tema, il cui dress code veniva costantemente suggerito da Roan ai fan mentre creava da sola i suoi costumi in stile camp. Ispirata dal cantante sudafricano Orville Peck, Roan ha scelto di coinvolgere drag queen come artisti di apertura per il tour. I concerti del tour hanno ricevuto valutazioni positive, tanto che Jem Aswad di Variety ha avvertito che è facile «riconoscere quando la carriera di un artista relativamente nuovo sta per decollare», paragonandola al successo ottenuto da Lorde nel 2013 e da Billie Eilish nel 2019.
Successivamente ha rilasciato il singolo Kaleidoscope dopo aver firmato con l'Amusement Records, neo-fondata etichetta di proprietà di Nigro facente parte del gruppo della Island Records. Il 17 maggio 2023 ha pubblicato il singolo Red Wine Supernova, seguito poi da Hot to Go! pubblicato nell'estate dello stesso anno. Il 22 settembre 2023 è la volta dell'album di debutto The Rise and Fall of a Midwest Princess, acclamato dalla critica specializzata e definito da diverse testate come uno dei migliori dell'anno. A sostegno del progetto, si è tenuto tra il 2023 e il 2024 il Midwest Princess Tour, con cui la cantante ha attraversato tutto il Nord America e ha avuto spettacoli anche in Europa e Australia. Chappell Roan ha donato un dollaro per ogni biglietto venduto all'organizzazione no-profit For the Gworls e, come già accaduto nel Naked in North America Tour, ogni spettacolo è stato aperto da vari artisti appartenenti alla scena drag.

### 2024-presente: successo commerciale
Chappell Roan è stata selezionata artista di apertura per le date nordamericane primaverili del Guts World Tour di Olivia Rodrigo. In seguito al contestuale crescente aumento di riproduzioni sulle piattaforme streaming, è stata ospitata ai talk show The Late Show with Stephen Colbert e The Tonight Show Starring Jimmy Fallon e si è esibita al Tiny Desk Concert e a numerosi festival musicali primaverili ed estivi, come il Coachella Valley Music and Arts Festival. All'aprile 2024 è datata la pubblicazione del singolo Good Luck, Babe!, descritto dalla cantante come «il primo brano del prossimo capitolo». Definito da Billboard come una «meritata svolta», il brano ha scalato numerose classifiche internazionali, raggiungendo la top 10 nella Billboard Hot 100 statunitense e venendo certificato con il disco di platino dalla Recording Industry Association of America per aver superato la soglia del milione di unità in patria. Il successo del brano ha trainato quello dell'album di debutto della cantante, che ha raggiunto la seconda posizione nella classifica di vendite statunitense e la prima in Regno Unito, e di numerosi singoli all'interno del progetto, tra cui il sopracitato Hot to Go! e il predecessore del 2020 Pink Pony Club.
L'interesse suscitato dalla musica di Roan e la sua estrosa personalità dal vivo ha portato gli organizzatori del Bonnaroo Music Festival a trasferire il suo segmento in uno dei palchi principali dell'evento nel giugno 2024. Il suo set al Lollapalooza di Chicago nell'agosto 2024 ha segnato il record di presenze nella storia del festival. Nell'ambito della cerimonia di premiazione degli MTV Video Music Awards 2024 si è esibita sulle note di Good Luck, Babe!, vincendo il premio come miglior artista esordiente. A inizio 2025 ha accumulato altri importanti riconoscimenti: nel mese di gennaio è stata eletta vincitrice dell'annuale sondaggio indetto dalla BBC Sound of...; a febbraio è stata insignita del Grammy Award al miglior artista esordiente; a marzo si è aggiudicata tutti e due i BRIT Awards per cui era candidata, ovvero artista internazionale dell'anno e canzone internazionale dell'anno per Good Luck, Babe!.
Nel 2025 vengono messi in commercio due nuovi singoli, ovvero The Giver e The Subway. Allo stesso anno risalgono le prime indiscrezioni sul secondo album in studio della cantante e la partecipazione a una serie di festival musicali e concerti promozionali tra Europa e Stati Uniti.

## Vita privata
Sebbene sia iniziato come un nome d'arte, Amstutz ha successivamente descritto Chappell Roan come il suo personaggio drag e l'ha paragonato al personaggio fittizio di Hannah Montana. Ha descritto Chappell Roan come più aperta e sicura, specialmente riguardo all'intraprendenza sessuale. Si identifica come lesbica.

Firma di Chappell Roan

Ha parlato apertamente del suo disturbo bipolare di tipo II, diagnosticato nel 2022, all'età di 24 anni. Questa condizione si caratterizza per periodi di ipomania alternati a depressione cronica. La sua ascesa alla fama ha scatenato episodi ipomaniacali durante i quali soffriva di insonnia, energia eccessiva e instabilità emotiva. La cantante ha raccontato di aver affrontato momenti difficili, inclusi pensieri suicidi, che l'hanno portata a cercare aiuto professionale. Da allora, Chappell ha intrapreso un percorso di gestione della sua condizione attraverso terapia, farmaci e pratiche di cura personale. Inoltre, ha sottolineato l'importanza di stabilire confini con i fan e di creare un ambiente di supporto, dimostrando il suo impegno per il benessere mentale mentre affronta le pressioni del successo.
Ha citato tra le sue ispirazioni l'artista Abbey Watkins, il film L'inganno di Sofia Coppola e gli artisti musicali Alt-J, Stevie Nicks, Lorde, Lana Del Rey e Ellie Goulding.

## Discografia
• 2023 – The Rise and Fall of a Midwest Princess

## Tournée

### Come artista principale
- 2023/24 – The Midwest Princess Tour

Tour promozionali
- 2023 – Naked in North America Tour
- 2025 – Visions of Damsels & Other Dangerous Things Tour

### Come artista d'apertura
- 2017 – Lay It On Me Tour di Vance Joy
- 2017 – On Tour dei Coast Modern
- 2018 – What Do You Think About The Car? Tour di Declan McKenna
- 2022 – Sour Tour di Olivia Rodrigo
- 2022 – The Reviere Tour di Ben Platt
- 2022 – Girl of My Dreams Tour di Fletcher
- 2024 – Guts World Tour di Olivia Rodrigo